# شتيفان تودور
شتيفان تودور (بالرومانية: Ștefan Tudor)‏ هو مجدف روماني، ولد في 3 مارس 1943 في بويناري بوريتشي ‏ في رومانيا.

## وصلات خارجية
- شتيفان تودور على موقع الاتحاد الدولي للتجديف (الإنجليزية)
- شتيفان تودور على موقع اللجنة الأولمبية الدولية (الإنجليزية)
- شتيفان تودور على موقع أوليمبيديا (الإنجليزية)
- شتيفان تودور على موقع اللجنة الأولمبية الرومانية (الرومانية)